# Hubert Burger (Fußballspieler)
Hubert Burger (* 18. Oktober 1936 in Waldkirch) ist ein ehemaliger deutscher Fußballspieler. Der Abwehrspieler lief in den 1960er Jahren für die TSG Ulm 1846 und Waldhof Mannheim im höherklassigen Fußball auf.

## Sportlicher Werdegang
Burger rückte 1960 in den Kader der Wettkampfmannschaft bei der TSG Ulm 1846 in der Oberliga Süd auf, wo Fred Hoffmann den Trainerposten übernommen hatte. Dieser setzte vornehmlich auf junge Spieler, so debütierte etwa der 19-jährige Wolfgang Fahrian ebenfalls in der Spielzeit 1960/61 bei den „Spatzen“. Zunächst blieb der Erfolg jedoch aus und die Mannschaft stieg mit einem Punkt Rückstand auf die Konkurrenz von 1. FC Schweinfurt 05 und SV Waldhof Mannheim ab, kehrte jedoch mit dem zweiten Platz 1961/62 in der II. Division Süd direkt in die Oberliga Süd zurück. Dort machte er Bundestrainer Sepp Herberger auf sich aufmerksam und erhielt die Einladung zum Sichtungslehrgang anlässlich des Länderspiels der deutschen Nationalmannschaft gegen Jugoslawien im September 1962 – das erste Länderspiel nach der Weltmeisterschaftsendrunde 1962, bei dem neben den ohnehin von Herberger nicht berücksichtigten Auslandsprofis auch die Spieler des 1. FC Köln wegen des kurz zuvor stattfindenden Europapokalspiels gegen den FC Dundee fehlten. Bei der Reduzierung der eingeladenen 34 Lehrgangsteilnehmer gehörte er nicht mehr zum 24 Spieler umfassenden endgültigen Kader, ein Einsatz beim 3:2-Erfolg war ihm somit nicht vergönnt. Am Ende der Spielzeit 1962/63 belegte Burger mit der TSG Ulm 1846 an der Seite von Spielern wie Fahrian, Erwin Hoffmann, Dieter Praxl, Manfred Ruoff und Helmut Siebert den 8. Rang. Damit war der Klub für die ab 1963/64 startende zweitklassige Regionalliga Süd qualifiziert. Während seiner Oberligazeit kam er in 40 Erstligaspielen zum Einsatz und traf dabei viermal.
Burger verließ 1964 Württemberg und folgte seinem Trainer Hoffmann, der im Sommer 1963 beim badischen Zweitligakonkurrenten Waldhof Mannheim den Trainerposten übernommen hatte. In der Spielzeit 1964/65 spielte er mit dem Klub um die Aufstiegsplätze, die als Tabellenvierter hinter dem alles dominierenden Meister FC Bayern München, der in 36 Saisonspielen 146 Tore erzielte, und dem SSV Reutlingen 05 mit sechs Punkten Rückstand auf den baden-württembergischen Konkurrenten verpasst wurden. In der folgenden Spielzeit gelang der dritte Tabellenplatz, auf den Zweitligameister FC Schweinfurt 05	bzw. die Kickers Offenbach betrug der Rückstand jedoch deutliche zehn bzw. neun Punkte. In den beiden Spielzeiten hatte er 58 Regionalligaspiele für die Waldhöfer bestritten und dabei zwei Tore erzielt.